# 제임스 부시
제임스 부시(James Bush, 1907년 10월 4일 ~ 1987년 4월 9일)는 미국의 배우이다.

## 영화
- 장갑차 강탈 (1950년)
- 홈커밍 (1948년) - 인스트럭터 역
- 과거로부터 (1947년)
- 비코즈 오브 힘 (1946년)
- 쉐인 온 하베스트 문 (1944년)
- 캔트 헬프 싱잉 (1944년)
- 허스 투 홀드 (1943년)
- 에어 포스 (1943년)
- 아이슬란드 (1942년)
- 엉터리 무용전 (1942년) - 존 모건 역
- 비욘드 투마로우 (1940년)
- 내가 법이다 (1938년)
- 실링 제로 (1936년)
- 베이비 페이스 (1933년) - 파리 뱅크 클러크 역
- 더 월드 체인지 (1933년)
- 스밀린 스루 (1932년)